# Kümo 500
| Serie Wolgast                                    | Serie Wolgast                                            |
| ------------------------------------------------ | -------------------------------------------------------- |
|                                                  |                                                          |
| Technische Daten (Überblick)                     |                                                          |
| Werften:                                         | VEB Peene-Werft Wolgast, VEB Elbewerft Boizenburg        |
| Vermessung:                                      | 430 BRT/188 NRT / 432 BRT/186 NRT                        |
| Tragfähigkeit:                                   | 500 t                                                    |
| Länge über Alles:                                | 50,12 m / 49,90 m                                        |
| Länge zwischen den Loten:                        | 45,00 m / 45,89 m                                        |
| Breite:                                          | 8,20 m / 8,29 m                                          |
| Seitenhöhe:                                      | 3,75 m / 3,75 m                                          |
| Tiefgang:                                        | 3,10 m / 3,18 m                                          |
| Antrieb:                                         | 1 × R 6 DV 148 (R 6 DV 136) Dieselmotor auf 1× Propeller |
| Gesamtleistung:                                  | 294 kW / 353 kW                                          |
| Geschwindigkeit:                                 | 9 / 9,5 Knoten                                           |
| Besatzung:                                       | 11                                                       |
| Werte: Peenewerft Wolgast / Elbewerft Boizenburg |                                                          |

Der Serienfrachtschiffstyp Kümo 500, auch als Serie Wolgast bekannt, war eine Baureihe von Küstenmotorschiffen in der Deutschen Demokratischen Republik.

## Geschichte

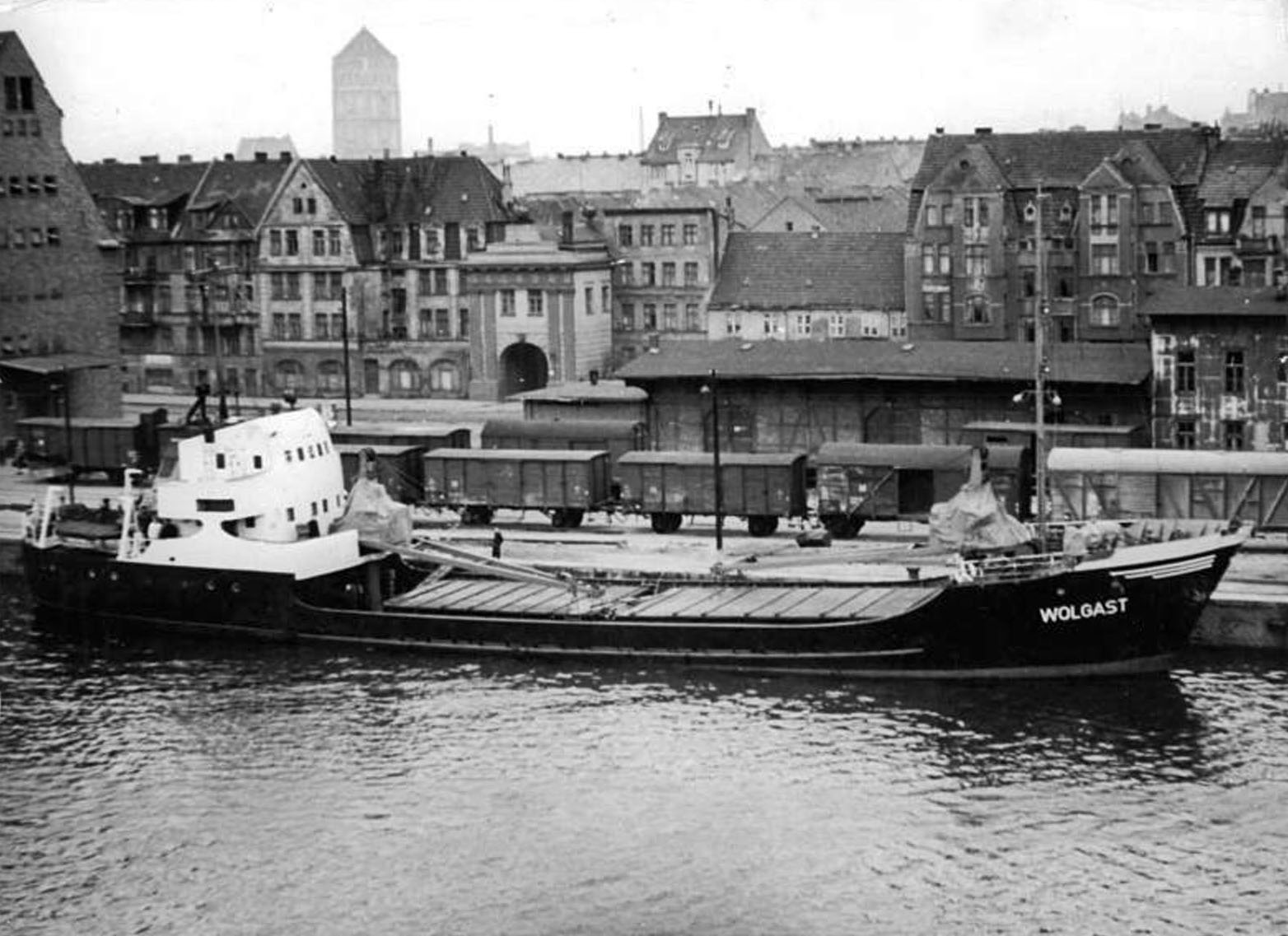
Die Wolgast in Rostock festgemacht

Hergestellt wurde die Serie von 1955 bis 1957 in achtzehn Einheiten. Eingesetzt wurden die Schiffe vorwiegend in der kleinen Küstenfahrt im Nord- und Ostseebereich. Die erste, auch  Kümo 500/I genannte, Serie umfasste sechs Einheiten, die auf der Peenewerft entstanden. Die restlichen elf, auch Kümo 500/II genannten, Exemplare stellten einen weiterentwickelten Entwurf der Elbewerft Boizenburg dar. Eine spätere Entwicklung, die auf dem Wolgast-Typ basierte, war die auch Kümo 840 genannte Serie Nordstern.
Erstes Schiff und Namensgeber der ganzen Baureihe war die am 1. August 1955 an die Deutsche Seereederei übergebene Wolgast mit der Baunummer 20. Die in Rostock beheimatete Wolgast wurde 1958 verkauft, in Keri umbenannt und traf am 1. Dezember 1981 zum Abbruch bei der Abwrackwerft Desguaces in La Arena ein. Die Verschrottung begann am 25. Januar 1982. Die Schiffsreparaturwerft Laubegast stellte mit der Timmendorf nur ein Schiff mit etwas abweichenden Abmessungen her (siehe Kümo 450) das jedoch im Dezember 1955 bei der Peenewerft fertiggestellt wurde. Den Abschluss der Baureihe bildeten zwei Neubauten für Albanien. Letztes Schiff der Serie war die 1957 übergebene Butrinti (Heimathafen: Durres) mit der Baunummer 1711.
Bis auf das zweite Schiff der Baureihe, die Greifswald, wurden die bei der Peenewerft entstandenen Schiffe des DSR Bestands 1959 an die UdSSR verkauft. Vier weitere Schiffe wurden am 13. Oktober 1971 verkauft, der Rest im Mai 1973.

## Technik

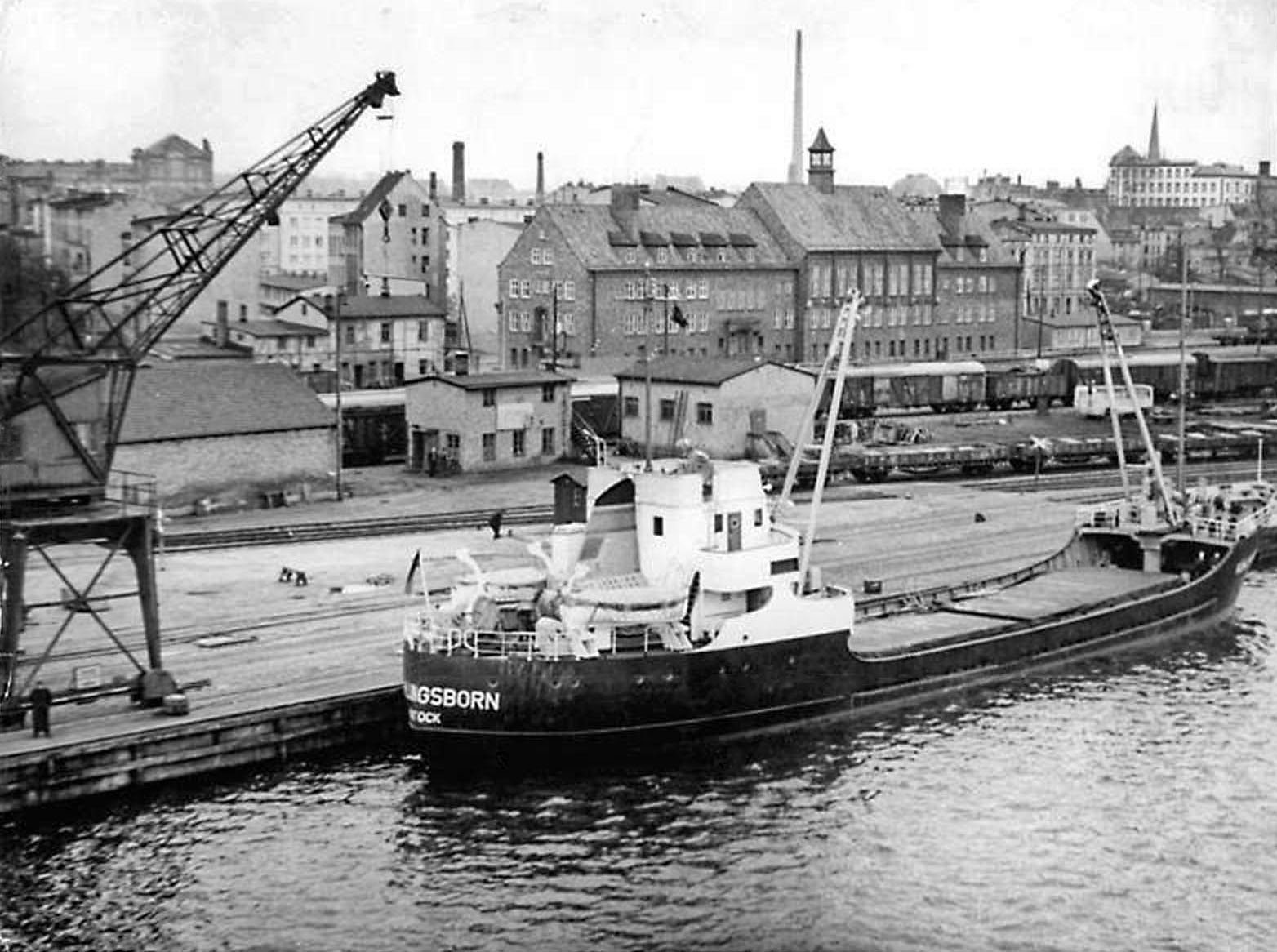
Die Kühlungsborn in Rostock

Angetrieben wurden die Schiffe von einem 220 bis 353 kW leistenden Viertakt-Dieselmotor des Typs R 6 DV 148 bzw. R 6 DV 136 des Magdeburger Herstellers VEB Schwermaschinenbau „Karl Liebknecht“.
Die Schiffe waren nach der Flächen- und Volumensektionsbauweise geschweißt und in Ausnahmefällen genietet.
Der Laderaum mit einem Ballenraum von 645 m³ und Kornraum von 680 m³ hatte zwei Luken und wurde mit Scherstöcken, Deckeln und Persenningen seefest verschlossen. Das Ladegeschirr bestand aus zwei Bordwippkranen für jeweils 3 Tonnen.
Die Besatzung war in Zweimannkammern untergebracht, wobei der Kapitän, der Steuermann und der 1. Maschinist Einzelkammern hatten. Die Besatzung besaß eine Stärke von 9 bis 11 Mann und wohnte achtern. Unter der Back waren die Bootsmannslast, die Farbenlast sowie E- und M-Store eingerichtet.

## Schiffe
| Kümo 500          |                    |             |                              | |                                       |
| Bauname           | Objekt-/ Baunummer | IMO- Nummer | Stapellauf/ Indienststellung | Umbenennungen und Verbleib | Bemerkung                             |
| Ahrenshoop        | 1703               | 5005990     | 12.10.1956                   | 1973 Ren // 1976 Evangelistria | Typ Kümo 500/II Elbewerft, Boizenburg |
| Anklam            | 22                 | 5018193     | 29.09.1955                   | 1982 abgebrochen | Typ Kümo 500/I Peene-Werft, Wolgast   |
| Barhöft           | 1706               | 5036858     | 31.12.1956                   | 1973 Bar (Cypern) // 1974 Sea Clam (Cypern) // 1975 Poros (Cypern) // 1976 Agios Dionissios (Griechenland) | Typ Kümo 500/II Elbewerft, Boizenburg |
| Butrinti          | 1711               | 6927743     | 22.02.1957                   | 2002 Butrinti (Albanien) | Typ Kümo 500/II Elbewerft, Boizenburg |
| Graal-Müritz      | 1702               | 5134404     | 28.09.1956                   | 1971 an Norwegen, dort 1977 gesunken | Typ Kümo 500/II Elbewerft, Boizenburg |
| Greifswald        | 21                 | 5135848     | 29.08.1955                   | 1973 Grei // 1996 Myrovlitis | Typ Kümo 500/I Peene-Werft, Wolgast   |
| Heringsdorf       | 1709               | 5148704     | 19.01.1957                   | 1977 als Feang an Norwegen | Typ Kümo 500/II Elbewerft, Boizenburg |
| Koserow           | 1708               | 5194428     | 05.01.1957                   | 1971 als Deang an Norwegen // 1972 Avald // 1973 Argovind // gestrandet beim Hurrican Hugo 1989 in Portsmouth, Dominica (DMPOR)                                                                                                 | Typ Kümo 500/II Elbewerft, Boizenburg |
| Kühlungsborn      | 1701               | 5197327     | 07.09.1956                   | 1971 als Beang an Norwegen // 1972 Bevald // 1989 im Bjørnafjorden, Norwegen gesunken | Typ Kümo 500/II Elbewerft, Boizenburg |
| Ostseebad Wustrow | 24                 | 5266594     | 24.11.1955                   | 1959 als Mukhu an Russland, 1980 abgebrochen | Typ Kümo 500/I Peene-Werft, Wolgast   |
| Peenemünde        | 1707               | 5272816     | 18.12.1956                   | 1973 Peen // 1974 Megalochari Tinou // 1975 Pantelis | Typ Kümo 500/II Elbewerft, Boizenburg |
| Planet            | 1710               | 6927755     | 22.02.1957                   | Export Albanien // 2005 abgebrochen | Typ Kümo 500/II Elbewerft, Boizenburg |
| Prerow            | 1704               | 5283695     | 02.11.1956                   | 1973 Sea Wave (Cypern) // 1973 Ero (Cypern) // 1974 Maria Demet (Cypern) // 1981 Foreman (Cypern) // 1982 Enterprise Two (Cypern) // 1997 Athina (Griechenland) // 2007 Pantelis Koumianos // 2017 Mamita (Palau) noch in Fahrt | Typ Kümo 500/II Elbewerft, Boizenburg |
| Sassnitz          | 25                 | 5314456     | 08.12.1955                   | 1959 als Symeri an Russland, 1979 abgebrochen | Typ Kümo 500/I Peene-Werft, Wolgast   |
| Warnemünde        | 23                 | 5375412     | 02.11.1955                   | 1959 als Lapeenranta Russland und 1982 abgebrochen | Typ Kümo 500/I Peene-Werft, Wolgast   |
| Wolgast           | 20                 | 5392501     | 31.7.1955                    | 1959 als Keri Russland und 1981 abgebrochen erstes Schiff der Serie | Typ Kümo 500/I Peene-Werft, Wolgast   |
| Zingst            | 1705               | 5398892     | 06.12.1956                   | 1973 Evangelia // 1978 Lucky Lady // 1982 abgebrochen | Typ Kümo 500/II Elbewerft, Boizenburg |